# Who Are You (음반)
| 전문가 평가                   | 전문가 평가  |
| 평가 점수                     | 평가 점수    |
| 출처                          | 점수         |
| ----------------------------- | ------------ |
| AllMusic                      | [ 1 ]        |
| Christgau's Record Guide      | B+           |
| MusicHound Rock               | 3/5          |
| Rolling Stone                 | (favourable) |
| The Rolling Stone Album Guide | [ 5 ]        |

《Who Are You》는 1978년 8월 18일, 영국의 폴리도르 레코드와 미국의 MCA 레코드에 의해 발매된 영국의 록 밴드 더 후의 여덟 번째 스튜디오 음반이다. 비록 이 음반은 비평가들로부터 엇갈린 평가를 받았지만, 미국 차트 2위, 영국 차트 6위를 정점으로 상업적 성공을 거두었다.
《Who Are You》는 키스 문을 드러머로 등장시킨 더 후의 마지막 음반으로, 발매 3주 만에 사망했다. 음반 커버에 있는 문의 의자에 새겨진 "Not to Be Taken Away"라는 글의 아이러니한 성질이 일부 비평가들에 의해 주목을 받았다.

## 개요
펑크 록이 큰 인기를 끌었던 당시에 《Who Are You》는 녹음되었다. 그러나, 이것은 프로그레시브 록의 요소를 결합한 이 음반의 음악에는 반영되지 않았으며 전기 작가 토니 플레쳐에 따르면, 당시 상업용 록 라디오에 호소할 수 있는 방식으로 제작되었다고 한다. 이 음반은 여러 층의 신시사이저와 현악기로 이루어진 피트 타운젠드의 가장 복잡한 배열을 보여주었다. 또한 많은 곡들은 〈Guitar and Pen〉, 〈New Song〉, 〈Music Must Change〉, 〈Sister Disco〉와 같은 제목에서 알 수 있듯이, 작곡과 음악에 대한 가사가 삶의 은유로서 특징지어지는 타운젠드의 오랜 숙고의 《Lifehouse》 프로젝트의 주제들을 재방문했다. 후반의 두 작품은 《Who Are You》와 함께, 결국 타운젠드의 후기 프로젝트 실화인 《Lifehouse Chronicles》에 실렸다. 이 노래의 몇몇 가사는 펑크 록의 여파로 인해 더 후의 지속적인 관련성에 대한 타운젠드의 불확실성과 음악 산업에 대한 불만을 반영하기도 한다.
《Who Are You》와 더 후의 이전 음반 《The Who by Numbers》 사이에는 3년간의 공백이 있었다. 밴드는 밴드 멤버들이 다양한 솔로 프로젝트를 진행하면서 이 기간 동안 멀어지고 있었고, 문은 마약과 알코올 남용에 더 깊이 빠져들고 있었다. 글린 존스와 존 애슬리가 프로듀싱한 램포트 스튜디오에서의 초기 세션은 "아무도 일하고 싶어하지 않았다"고 회상했고, 멤버들은 저녁 6시에 술과 추억에 더 기대를 걸었다. 애슬리는 자신과 존스가 문을 너무 몰아붙여 더 단순한 스타일을 연기하지 못했다고 느꼈고, 존스는 문이 "자신의 능력에 대한 자신감을 잃었다"며 그의 제안에 반대하기 위해 일부러 길을 비켜주겠다고 생각했다.
1978년 9월 7일, 음반이 발매된 지 한 달도 지나지 않아 문이 세상을 떠났는데, 커버에는 "Not to Be Taken Away"라는 제목의 의자에 앉아 있는 모습이 담겨 있다. 사진작가 테리 오닐은 문이 알코올 중독으로 인해 팽창된 배를 가리기 위해 의자 등받이를 카메라 쪽으로 향하게 하고 앉으라고 주장했다.

## 재발매
1985년, MCA 레코드는 CD로 음반을 발매했다. 이 CD에는 오리지널 LP의 노래만 들어 있었기 때문에 추가 트랙은 없었다.
1996년에 이 음반은 CD로 재발매되었다. 이 재발매는 존 애슬리와 앤디 맥퍼슨이 리믹스하고 리마스터를 했다. 〈Music Must Change〉의 대체 기타 트랙을 포함하여 오리지널 믹스의 일부 요소는 제거되거나 변경되었고, 〈Trick of the Light〉와 같은 다른 요소들은 4:45의 전체 길이로 복원되었다. 이 리마스터에는 5개의 보너스 트랙이 포함되었다. 아웃테이크 〈Empty Glass〉와 〈No Road Romance〉 그리고 〈Guitar and Pen〉, 〈Love Is Coming Down〉, 〈Who Are You〉의 대체 믹스가 있다.
2011년 12월 24일, 유니버설 재팬은 존 애슬리가 리마스터링한 한정판 SHM-CD로 음반의 오리지널 아날로그 믹스를 재발매하였다. 1996년 음반의 보너스 트랙도 가능하면 빈티지 믹스를 사용하여 수록되었지만, 1996년 호부터 타운젠드의 데모 대신 〈No Road Romance〉의 풀 밴드 버전이 수록되었다. 이 음반은 CD용 바이닐 음반의 미니어처 복제본으로 재발행되었다. 2014년, 이 음반은 더 후의 나머지 카탈로그와 함께 HD트랙과 아이튠즈에서 오리지널 믹스로 발매되었다.

## 곡 목록
모든 곡들은 특별한 언급이 없는 한 피트 타운젠드에 의해 작사/작곡하였다.
| #  | 제목                  | 작사·작곡   | 재생 시간 |
| -- | --------------------- | ----------- | --------- |
| 1. | 〈New Song〉          |             | 4:12      |
| 2. | 〈Had Enough〉        | 존 엔트위슬 | 4:30      |
| 3. | 〈905〉               | 엔트위슬    | 4:02      |
| 4. | 〈Sister Disco〉      |             | 4:21      |
| 5. | 〈Music Must Change〉 |             | 4:37      |

| #  | 제목                    | 작사·작곡 | 재생 시간 |
| -- | ----------------------- | --------- | --------- |
| 6. | 〈Trick of the Light〉  | 엔트위슬  | 4:48      |
| 7. | 〈Guitar and Pen〉      |           | 5:58      |
| 8. | 〈Love Is Coming Down〉 |           | 4:06      |
| 9. | 〈Who Are You〉         |           | 6:21      |

## 인증
| 국가                       | 인증        | 판매량/출하량 |
| -------------------------- | ----------- | ------------- |
| 캐나다 (뮤직 캐나다)       | 2× 플래티넘 | 200,000^      |
| 영국 (BPI)                 | 골드        | 100,000^      |
| 미국 (RIAA)                | 2× 플래티넘 | 2,000,000^    |
| ^출하량을 기반으로 한 인증 |             |               |